# Råttjärnen (Ovanåkers socken, Hälsingland)
Råttjärnen är en sjö i Ovanåkers kommun i Hälsingland och ingår i Ljusnans huvudavrinningsområde.